# Luby (Klatovy)
Luby jsou městská čtvrť, část města Klatovy ve stejnojmenném okrese v Plzeňském kraji. Nachází se na jihu Klatov. Luby jsou také název katastrálního území o rozloze 5,45 km².

## Historie
První písemná zmínka o vesnici pochází z roku 1316.
Nacházel se zde bývalý sklad pesticidů zamořený DDT, které pronikalo i do blízkých povrchových vod. Dekontaminace areálu proběhla v roce 2010.

## Obyvatelstvo
| Rok            | 1869 | 1880 | 1890 | 1900 | 1910 | 1921 | 1930 | 1950 | 1961 | 1970 | 1980 | 1991  | 2001  | 2011 | 2021 |
| -------------- | ---- | ---- | ---- | ---- | ---- | ---- | ---- | ---- | ---- | ---- | ---- | ----- | ----- | ---- | ---- |
| Počet obyvatel | 345  | 430  | 450  | 564  | 627  | 638  | 748  | 723  | 782  | 758  | 916  | 1 055 | 1 060 | 972  | 932  |
| Počet domů     | 54   | 59   | 62   | 67   | 77   | 79   | 120  | 143  | 154  | 159  | 201  | 235   | 245   | 259  | 271  |

## Obecní správa
Při sčítání lidu v letech 1850–1963 Luby byly samostatnou obcí v okrese Klatovy. Od roku 1964 jsou částí města Klatovy ve stejnojmenném okrese. V letech 1850–1899 k obci patřily Kosmáčov a Sobětice.

## Doprava
Zástavbou vesnice prochází silnice I/27. Veřejná doprava je zajišťována městskými a regionálními autobusovými linkami (zastávky u drůbežárny, u pily, u pošty a závod Silnice) a železniční linkou P11 (zastávka Luby u Klatov). Všechny linky a zastávky jsou součástí systému Integrované dopravy Plzeňského kraje.

## Pamětihodnosti
- Na východním okraji vesnice se dochovalo tvrziště lubské tvrze ze čtrnáctého století (budovy čp. 10, 30, 31, 32, 33), na jejímž místě bylo postaveno několik novodobých domů.[9]
- Kostel svatého Mikuláše
- Popraviště s památníkem

## Další fotografie

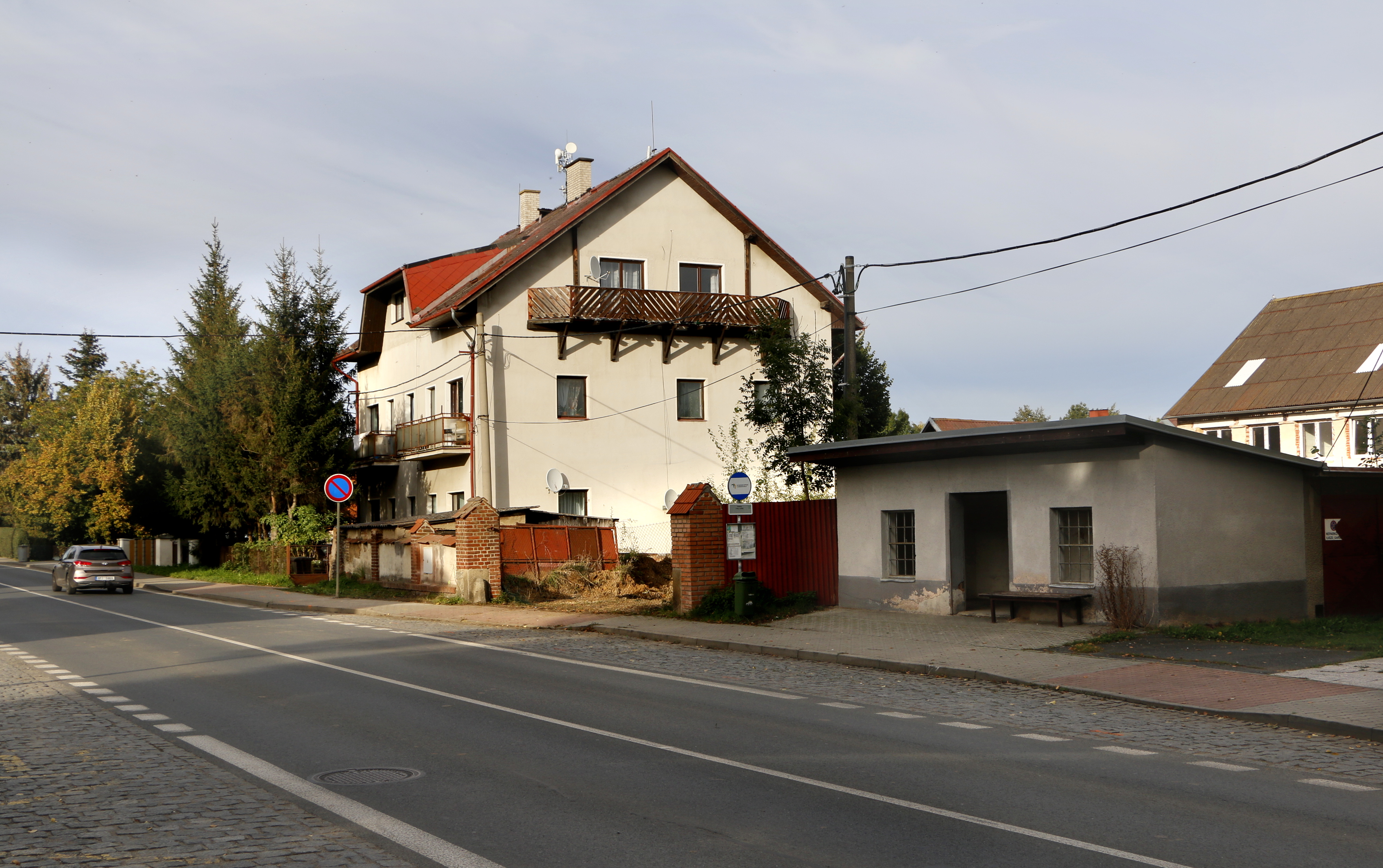
Autobusová zastávka na ulici 5. května
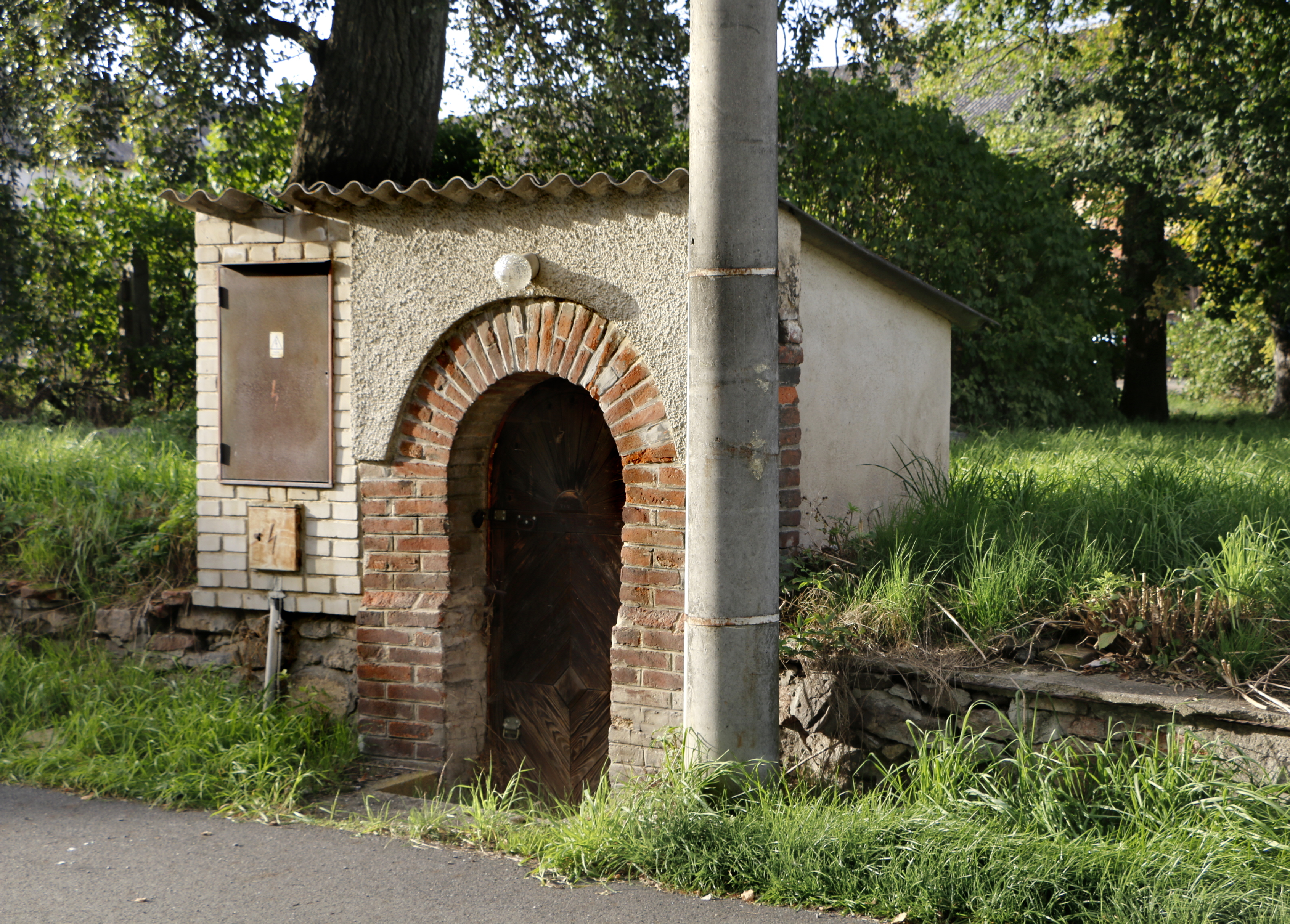
Sklípek na návsi
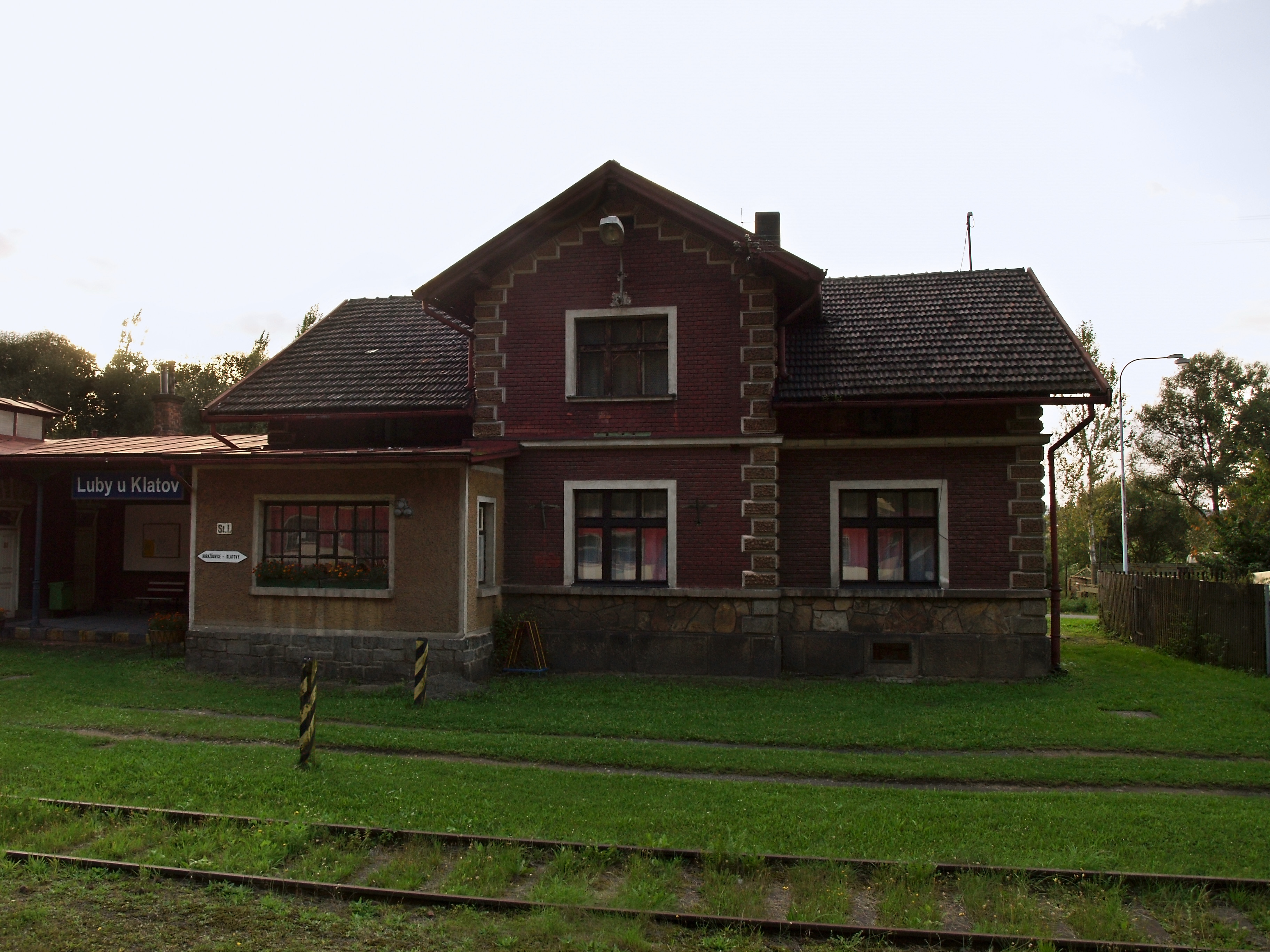
Nádraží